# Wamos Air

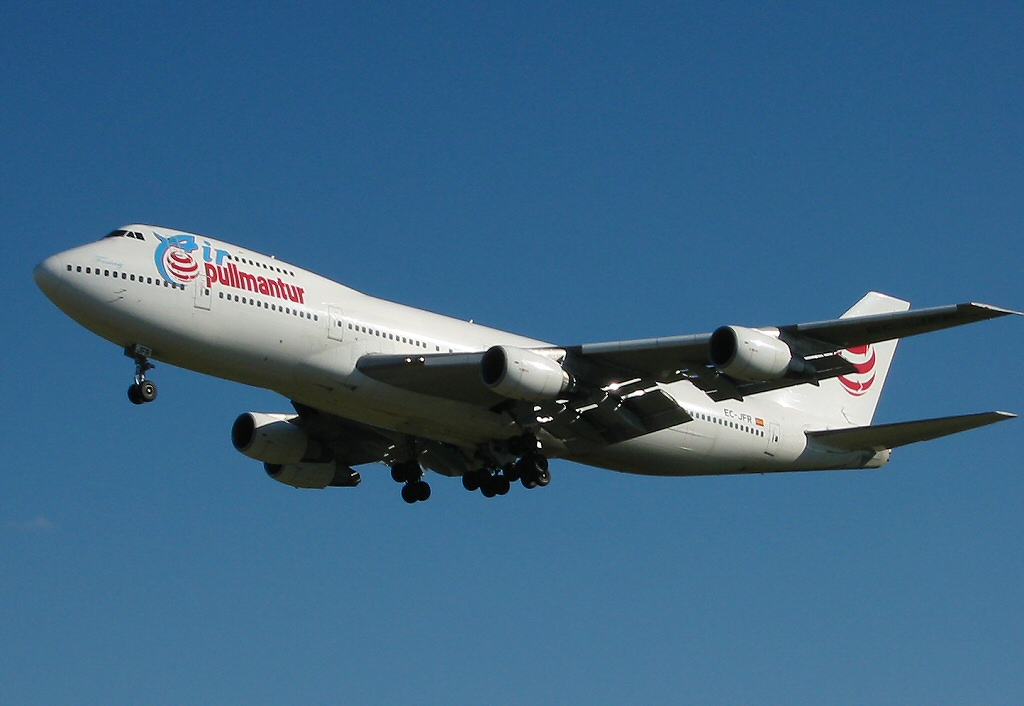
Boeing 747-200 авиакомпании Air Pullmantur

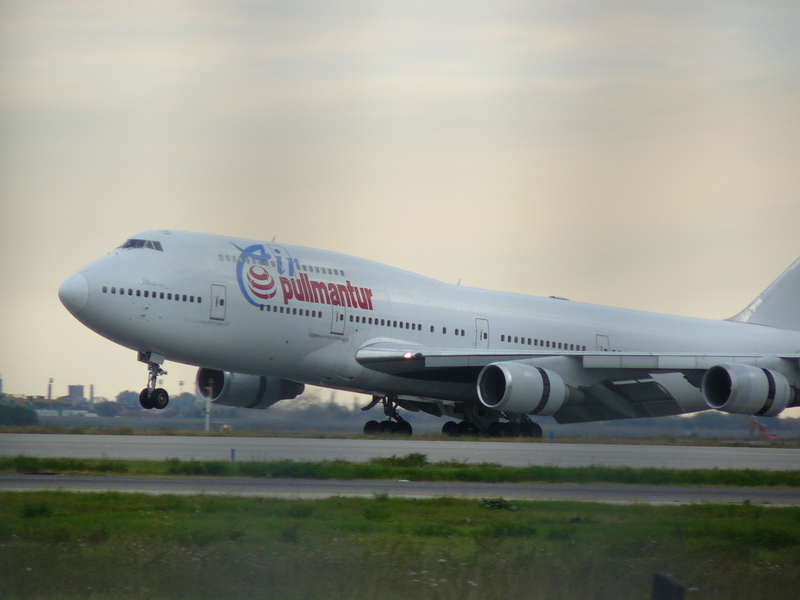
Boeing 747-300 авиакомпании Air Pullmantur

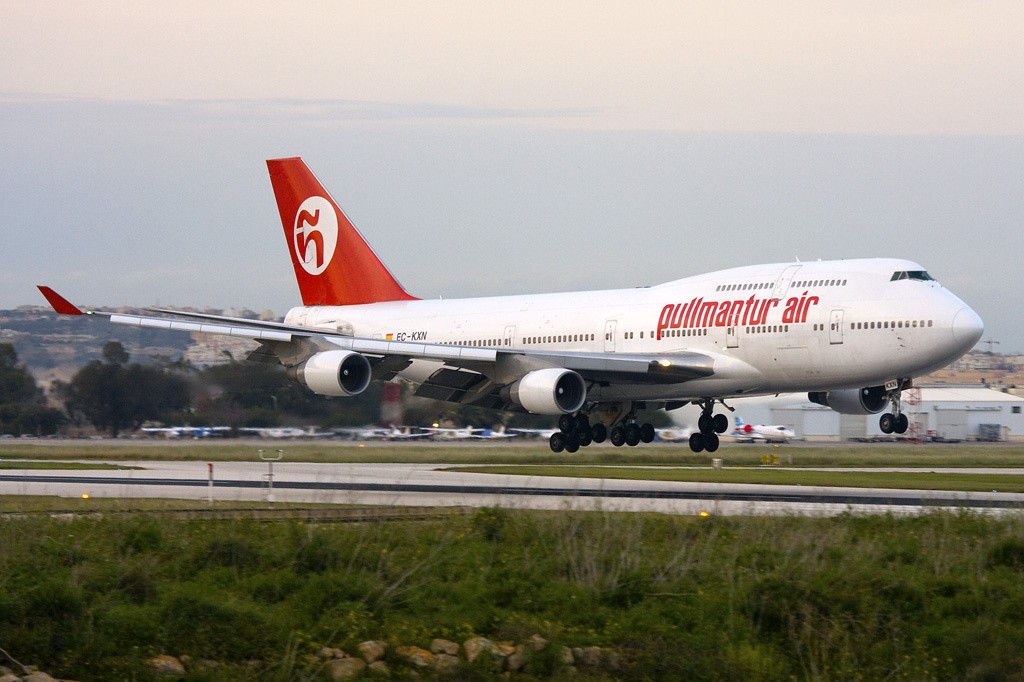
Посадка Boeing 747-4H6 авиакомпании Pullmantur Air (регистрационный EC-KXN) в международном аэропорту Мальта Лука

Wamos Air, ранее известная как Pullmantur Air, — испанская чартерная авиакомпания со штаб-квартирой в Мадриде, выполняющая дальнемагистральные пассажирские рейсы в Вест-Индию и стыковочные перевозки в Скандинавию из международного аэропорта Мадрид Барахас.
Портом приписки авиакомпании и её транзитным узлом (хабом) является мадридский аэропорт Барахас. Ежегодно услугами перевозчика пользуются более 400 тысяч человек.

## История
Авиакомпания Wamos Air была образована в начале 2003 года и начала операционную деятельность 23 июня того же года с беспосадочных рейсов из Мадрида в Канкун (Мексика) на широкофюзеляжных самолётах Boeing 747. Первоначально владельцем перевозчика была управляющая компания Grupo Marsans, а в ноябре 2006 года Air Pullmantur была реализована крупному холдингу Royal Caribbean Cruises Ltd..
В марте 2007 года в штате авиакомпании работало 53 сотрудника.

## Маршрутная сеть на летний сезон 2016
Маршрутная сеть авиакомпании Wamos Air включает в себя следующие пункты назначения:
- Доминиканская Республика
  - Пунта-Кана — международный аэропорт Пунта-Кана
- Мексика
  - Канкун — международный аэропорт Канкун
- Испания
  - Мадрид — международный аэропорт Барахас хаб

Маршруты: Мадрид - Пунта-Кана - Мадрид, Мадрид - Канкун - Мадрид 

## Флот

### В эксплуатации
По состоянию на 3 января 2022 года воздушный флот авиакомпании Wamos Air составляли следующие самолёты: